# Cynopterus
Cynopterus — рід рукокрилих, родини Криланових, що об'єднує 7 видів тварин з Південно-Східній Азії.

## Морфологія
Морфометрія. Види роду Cynopterus дуже різні за розміром. Вага: 30—100 г, довжина голови й тіла: 70—127 мм, довжина хвоста: 6—15 мм, передпліччя: 55—92, розмах крил: 305—457 мм.
Опис. Шерсть густа, різних кольорів, але частіше відтінку оливково-коричневого. Види цього роду мають разючі, майже трубчасті ніздрі і верхню губу поділену на вертикальні борозни.

## Спосіб життя
Cynopterus зустрічаються як у густих лісах так і в більш відкритих районах до висоти 1850 метрів над рівнем моря. Живуть групами по 6—12 особин. Cynopterus — єдиний рід зі Старого Світу, який, як відомо, будує свої власні висячі місця відпочинку, для чого вони вижовують центри жмутів пальмового листя. Також для відпочинку використовуються печери, шахти і будівлі. Деякі види пролітають за одну ніч у пошуках фруктів аж до 113 км. Асортимент продовольства включає в себе пальмові плоди, плоди інжиру, платану, гуави, манго і квіти бобових, таких як Oroxylum indicum. Тварини, здається, харчуються в основному соком плодів. Часто плоди збирають, а їдять в іншому місці, що робить рід важливим поширювачем насіння.

## Види
- Cynopterus
  - Cynopterus brachyotis
  - Cynopterus horsfieldii
  - Cynopterus luzoniensis
  - Cynopterus minutus
  - Cynopterus nusatenggara
  - Cynopterus sphinx
  - Cynopterus titthaecheilus